# Quintanilla de Tres Barrios
Quintanilla de Tres Barrios es una localidad española de la provincia de Soria, partido judicial de Burgo de Osma (comunidad autónoma de Castilla y León). Pertenece al municipio de San Esteban de Gormaz.

## Historia
Quintanilla toma su nombre de una casa de campo, denominada quinta o quintana, cuyos colonos pagaban la quinta parte de los frutos recogidos.
Por los siglos X y XI se asentaran dos núcleos de población: La Aldehuela y La Torrecilla
En el censo de 1879, ordenado por el conde de Floridablanca,  figuraba como villa  del Partido de San Esteban de Gormaz en la Intendencia de Soria,  con jurisdicción de señorío y bajo la autoridad del Regidor, nombrado por la Marquesa de Villena.  Contaba entonces con 155 habitantes.
A la caída del Antiguo Régimen la localidad se constituye en municipio constitucional, conocido entonces como Quintanilla Tres Barrios, en la región de Castilla la Vieja que en el censo de 1842 contaba con 37 hogares y 150 habitantes.
A finales del siglo XX este municipio desaparece porque se integra en el municipio de San Esteban de Gormaz, contaba entonces con 93 hogares y 341 habitantes.

## Geografía humana

### Demografía
| Gráfica de evolución demográfica de Quintanilla de Tres Barrios entre 1842 y 1960 |
| |
| Población de derecho según los censos de población del INE. Población de hecho según los censos de población del INEEn este censo se denominaba Quintanilla Tres Barrios: 1842 Entre el censo de 1970 y el anterior, este municipio desaparece porque se integra en el municipio 42162 (San Esteban de Gormaz) |

En el año 1981 contaba con 229 habitantes, concentrados en el núcleo principal, pasando a 95 en 2010, 64 varones y 31 mujeres.
| Gráfica de evolución demográfica de Quintanilla de Tres Barrios entre 2000 y 2010                |
|                                                                                                  |
| Población de derecho (2000-2010) según los censos de población del INE a 1 de enero de cada año. |

## Patrimonio

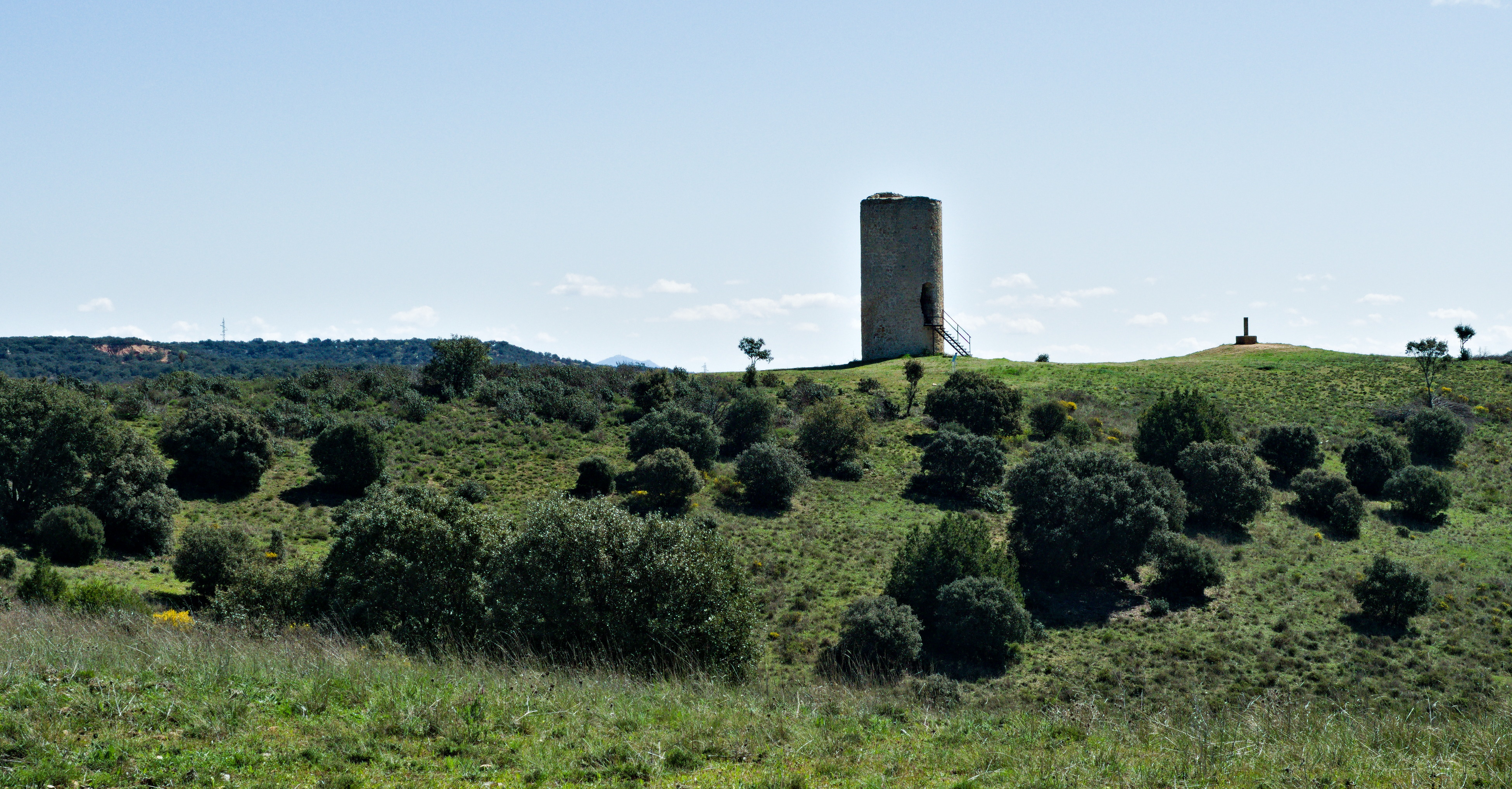
Atalaya califal al sur de Quintanilla.

- Iglesia parroquial católica de San Lorenzo Mártir.
- Ermita de Nuestra Señora de la Piedra.
- Atalaya de Quintanilla. Figura en el catálogo de Bienes Protegidos de la Junta de Castilla y León en la categoría de Castillo con fecha de incoación 23 de mayo de 1983.[8]
- Lugares de interés: Las Chorreras (orografía original).